# ОШ „Доситеј Обрадовић” Блатница
ОШ „Доситеј Обрадовић” једна је од основних школа у општини Теслић. Налази се у улици Блатница бб, у Блатници. Име је добила по Доситеју Обрадовићу, просветитељу и реформатору револуционарног периода националног буђења и препорода, оснивачу и професору Велике школе, претечи Београдског универзитета, првом попечитељу просвете у Совјету и аутору свечане песме Востани Сербије.

## Историјат
Основна школа „Доситеј Обрадовић” је основана 1908. године, први учитељи су били Милан Ружић, Марко Фрањић и Љубомир Срдић. Године 1963. школа добија назив „Загорка Илић” по учитељици која је у њој радила, а од 1991. године носи назив „Доситеј Обрадовић'”. Удаљена је 25 km јужно од општине Теслић према обронцима Влашића. У свом саставу, осим централне, има деветоразредну подручну школу у Каменици и две петоразредне школе Младиковине и Слатина.
Похађа је 613 ученика од којих је 29% Бошњака повратника, запослено је 59 радника, од тога 35 наставника. Школски објекти у подручним школама су реновирани. Од школске 1999—2000. године настава је кабинетска, тада су уведена два страна језика (енглески и немачки), набављени рачунари и уведена информатика као изборни предмет, који је данас обавезан, а наставници су обучавани за рад на рачунарима. Данас осим централне школе, све три подручне имају рачунаре набављене донацијама.
Наставници су оспособљени да раде по методама интерактивне наставе и били су укључени у пројекте „Стручно усавршавање наставника до активног односа ученика према учењу” и „Интерактивна настава — настава различитог нивоа сложености” који подржавају Реформу образовања Републичког педагошког завода. У школи раде секције спорта, шаха, ликовна, драмска, литерарна, етно програм и шаховска секција. Године 2007. је у оквиру пројекта „Развијање креативности ученика и наставника” издат први број школског листа „Основац”.

## Пројекти
Догађаји и пројекти основне школе „Доситеј Обрадовић”:
- Дан школе[2]
- Дан дечије радости[3]
- Манифестација „Месец креативног развоја”[2]
- Пројекат „Уређење школског дворишта”[4]
- Пројекат „Индивидуално планирана настава и остали видови индивидуализације”[4]
- Пројекат „Развијање партнерских односа између школа „Доситеј Обрадовић” и „Кулин Бан”[4]
- Пројекат „Припремање деце за полазак у школу”[4]
- Пројекат „Спортом кроз живот”[4]